# 1819
Cette page concerne l'année 1819 (MDCCCXIX en chiffres romains) du calendrier grégorien.
L'année 1819 est une année commune qui commence un vendredi.

## Événements

### Afrique
- 5 février, royaume du Cayor : départ d’une expédition d'Adrien Partarrieu au Sénégal. Elle atteint le Boundou où le major Gray la rejoint mais doit rebrousser chemin sans atteindre Ségou. Le jeune René Caillié l’accompagne[1].
- 26 février : arrivée au Cap de John Philip (en) de la London Missionary Society[2]. Évangélisateur des Hottentots, des Grika et des Bantou, il est un adversaire résolu de l’esclavage et de la discrimination raciale.
- 22 avril : échec du siège de Grahamstown[3]. Fin de la cinquième guerre cafre.
- 8 mai : le colonel Julien Schmaltz, gouverneur du Sénégal, signe le traité de Ndiaw avec le roi du Waalo, le Brack Amar Fatim Borso Mbodj, et les principaux chefs du pays[4], qui aboutit à la création de la ville de Richard-Toll et une série de postes commerciaux le long du fleuve Sénégal (Bakel, 1820 ; Dagana, 1821 ; Merinaghen, 1822 ; Lampsar, 1843 ; Sénoudébou, 1845), non sans affrontements avec les chefferies et les États locaux. Le colonel Schmaltz met en place un vaste projet de colonisation agricole, dans la région du Waalo (coton, indigo…). Il sera abandonné après son échec en 1831 (manque de colons et de main d’œuvre, insécurité dans la région).
- 5 septembre : la flotte franco-britannique de l’amiral Freemantle et du contre-amiral Jurien de La Gravière bloque la rade d’Alger pour signifier au dey les décisions du Congrès d'Aix-la-Chapelle concernant la course[5]. La France et le Royaume-Uni cherchent à faire pression sur le dey pour obtenir le règlement des dettes envers le Royaume-Uni et l’annulation des dettes françaises.
- 21 septembre : l’escadre franco-britannique intervient à Tunis et oblige le bey à condamner la course et à libérer tous les captifs chrétiens[6].
- 1er octobre : Frédéric Cailliaud, parti le 10 septembre de Marseille, arrive à Alexandrie. Il mène une expédition vers Méroé et dans le royaume de Sennar (fin en 1822)[7].
- 28 octobre : le dey d’Alger Hussein transige sur la dette du blé due par la France qui est réduite à 7 millions de francs. Il en recevra 4 en 1820[8].
- 20 novembre : mort de l'explorateur britannique Joseph Ritchie lors d'une expédition dans le Fezzan avec Lyon.
- Victoire décisive de Tchaka sur Zwide à la bataille de Mhlatuze River[9] : de 260 km2 environ, ses États passent à 30 000 km2. Après la défaite de Zwide les peuples nguni se divisent en plusieurs groupes dont certains migreront vers le nord, conduits notamment par Soshangane, Nxaba et Zouangendaba (en)[10]. Ils seront à l’origine du peuple Ngoni.
- Les Bambara (royaume de Ségou), païens, se heurtent aux Peuls musulmans du Macina qui occupent Djenné[11]. Après la prise de Djenné, Amadou Cheikhou organise son vaste royaume qui devient un état théocratique, le Macina, étendu par son fils jusqu’à Tombouctou (1846).

### Amérique
- 15 février : Bolívar est élu président par le Congrès d'Angostura qui proclame la république de Grande Colombie le 25 décembre (1819-1830)[12].
- 22 février : traité d'Adams-Onís. Les États-Unis rachètent la Floride à l’Espagne. Ils renoncent en échange à toute prétention sur le Texas et les Espagnols abandonnent les leurs sur l'Oregon[13].

- 30 avril : la première constitution argentine est promulguée[14]

- 26 mai : début de la campagne libératrice de la Nouvelle-Grenade[15].
- 22 juin - 5 juillet : passage des Andes par l’armée indépendantiste de Nouvelle-Grenade conduite par Simón Bolívar[16]. Premier affrontement avec les Royalistes à Paya le 27 juin[17].
- 11 juillet : bataille de Gámeza, incertaine[17].
- 25 juillet : victoire in extremis des insurgés colombiens à la bataille du Pantano de Vargas[15].

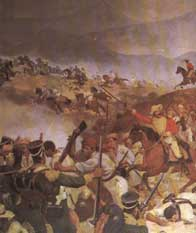
7 août : bataille de Boyacá

- 7 août : Bolívar libère la Nouvelle-Grenade après la victoire décisive de Boyacá[15].
- 5 novembre : défaite des insurgés mexicains à la bataille de Agua Zarca[18].
- 14 décembre : l’Alabama devient le vingt-deuxième État de l’Union américaine[19].

### Asie
- 29 janvier : Sir Thomas Stamford Raffles, un agent de la Compagnie anglaise des Indes orientales, occupe Singapour sur une île qu’il achète au sultan de Johore le 6 février[20]. La « cité des lions » prend vite un essor considérable jusqu’à devenir le plus grand port d’Extrême-Orient.
- 18 mars - 6 avril : siège et capitulation d’Asirgarh, dernière forteresse marathe à résister aux Britanniques[21]. Chute de l’Empire marathe : les Britanniques contrôlent toute l’Inde.
- 22 avril : traité entre Raffles et le sultan Jauhar[22]. Le gouvernement britannique acquiert le privilège exclusif du commerce avec le sultanat d’Aceh.
- 3 juillet : bataille de Shupiyan, près de Srinagar, qui est prise le lendemain[23]. Le roi du Pendjab Ranjit Singh s’empare du Cachemire sur les Afghans, avec l’aide d’anciens officiers de l’armée de Napoléon Ier.
- 23 octobre : insurrection populaire à Alep, provoqué par le rejet du gouverneur nommé par la Porte Khûrchîd Pacha et la crise économique[24]. La résistance, conduite par un conseil de notables présidé par Agha Khûdja, tiendra 101 jours.
- 3 - 9 décembre : une expédition britannique détruit Ras el Khaïmah, capitale des Qawasim, qui acceptent de cesser leurs opérations de piraterie dans le golfe Persique[25].

### Europe
- Février : David Ricardo entre au Parlement britannique[26]. Il défend les thèses libérales devant le Parlement lors de son mandat de député (1819-1823). Les doctrines libre-échangistes de l’École de Manchester se heurtent aux partisans de l’intérêt foncier.

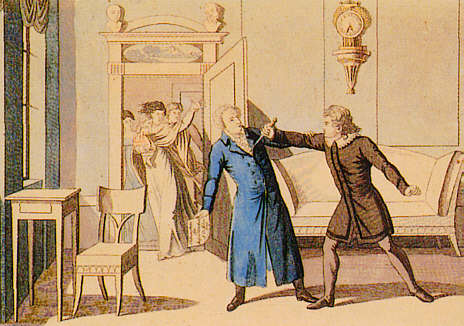
23 mars : assassinat de Kotzebue.

- 23 mars : assassinat du poète August von Kotzebue à Mannheim, informateur du tsar, par l’étudiant en théologie Karl Sand engagé dans les mouvements radicaux[27]. Metternich le prend pour prétexte pour renforcer la réaction en Allemagne.
- Avril, Italie : le général Guglielmo Pepe, membre des Carbonari, arme les propriétaires de la province d’Avellino et de Foggia contre les brigands[28].
- 2 juillet : le Parlement approuve l'Act for the Resumption of Cash Payments qui reprend la convertibilité en or des billets de banque (Robert Peel)[29].
- 20 juillet : une commission territoriale se réunit à Francfort et fonde la Confédération germanique, qui regroupe trente-quatre États souverains, dont la Prusse, et quatre villes libres, sous la présidence de l’empereur d’Autriche avec un organe représentatif, la Diète de Francfort (acte final publié le 15 mai 1820)[30].
- 1er août : convention secrète de Teplitz. La Prusse et l’Autriche s’accordent pour réprimer les mouvements patriotiques et démocratiques[31].
- 2 août : début des émeutes Hep-Hep à Wurtzbourg en Bavière. Les émeutes antijuives (pogroms) se propagent en Allemagne durant l’été. La foule pille les maisons et les magasins des Juifs[32].
- 6-31 août[33] : au congrès de Carlsbad, Metternich obtient des souverains allemands le contrôle des universités par la mise en place de curateurs et l’interdiction des sociétés secrètes étudiantes (Burschenschaft). La censure est rétablie et une commission de la confédération germanique, établie à Mayence doit enquêter sur les agissements révolutionnaires (décrets de Carlsbad, publiés le 20 septembre).
- 16 août, Royaume-Uni : massacre de Peterloo, répression sanglante d’une manifestation populaire contre les lois protectionnistes sur les céréales à Saint Peter’Field, près de Manchester par Wellington. Onze morts et plusieurs centaines de blessés[34].
- 23 novembre : par les Six Acts, le Parlement britannique suspend temporairement un certain nombre de libertés (restriction de la liberté de réunion, suspension de l’Habeas Corpus, contrôle de la presse)[35].
- 17 décembre: le nouvel observatoire astronomique de Naples entre en activité. L'astronome Carlo Brioschi a effectué la première observation en mesurant la position de l'étoile alpha Cassiopeiae.
- 31 décembre : le ministre réformateur Humboldt est écarté du pouvoir en Prusse[36].
- Le British Factory Act relève de 8 à 9 ans l’interdiction du travail des enfants au Royaume-Uni[37].

#### Empire russe
- 22 mars : Speranski est nommé gouverneur général de Sibérie[38].
- 3 mai : le major Lukasinski fonde une loge maçonnique dans l’armée polonaise[39]. Il se déclare partisan de la Constitution polonaise de 1791.
- 26 mai : affranchissement des serfs de Livonie[40].
- 14 juillet, Kronstadt : début d'une exploration de l’Antarctique par Bellingshausen et Lazarev (1819-1821)[41].
- Octobre : Novosiltsov est chargé de rédiger une constitution pour la Russie[42]. Le projet n’aboutit pas.
- 4 novembre : le comte Kotchoubeï devient ministre de l’Intérieur et de la Police (fin le 25 février 1825)[43].
- Des colonies militaires se révoltent à Tchoudniv, en Ukraine[44].
- Élaboration d’une constitution finlandaise par le comte Rehbinder, qui reste à l’état de projet[45].
- Nouveau tarif douanier, libéral, supprimant les prohibitions. Opposition des industriels[46] (fin le 12 mars 1822).

## Naissances en 1819
- 6 janvier : Baldassare Verazzi, peintre italien († 18 janvier 1886).
- 10 janvier : Pierre-Édouard Frère, peintre et lithographe français († 20 mai 1886 ou 23 mai).
- 12 janvier : Adolf Gutmann, pianiste et compositeur allemand († 22 octobre 1882).
- 16 janvier : 
  - Henri Blanc-Fontaine, peintre français († 20 décembre 1897).
  - François Tabar, peintre français († 29 mars 1869).
- 27 janvier : Charles Crauk, peintre français († 30 mai 1905).
- 1er février : Auguste Louis Jobbé-Duval, peintre décorateur français († 28 janvier 1881).
- 8 février : John Ruskin, écrivain et réformateur social britannique († 20 janvier 1900).
- 9 février : Lydia Pinkham, herboriste américaine († 17 mai 1883).
- 15 février : Heinrich Theodor Behn, homme politique allemand († 28 février 1906).
- 18 février : Théodore Valerio, peintre, graveur et lithographe français († 14 septembre 1879).
- ? février : Gaetano Bianchi, restaurateur d'art et peintre italien († 1892).
- 1er mars :
  - François-Marie-Benjamin Richard, cardinal français, archevêque de Paris († 28 janvier 1908).
  - Władysław Taczanowski, zoologiste polonais († 17 mars 1890).
- 3 mars : Antoine Louis Roussin, peintre, lithographe et photographe français († 18 mars 1894).
- 6 mars : Cyrille Destombes, abbé et historien français († 4 novembre 1898).
- 15 mars : Luis Lorenzo Domínguez, homme politique, diplomate, poète et historien argentin († 20 juillet 1898).
- 16 mars : José Maria da Silva Paranhos, homme politique et diplomate brésilien († 1er novembre 1880).
- 25 mars : Auguste Lambermont, homme politique belge († 6 mars 1905).
- 31 mars : Édouard Louis Dubufe, peintre français († 11 août 1883).
- 2 avril : Amélie von Schwerin, peintre animalière et de paysage suédoise († 26 janvier 1897).
- 4 avril : Auguste de Gérando, essayiste et historien français († 8 décembre 1849).
- 7 avril : Hubert Léonard, violoniste et compositeur belge († 6 mai 1890).
- 10 avril : Ferdinand Richardt, peintre dano-américain († 29 octobre 1895).
- 18 avril :
  - Carlos Manuel de Céspedes, militaire et homme d'État cubain  († 27 février 1874).
  - Franz von Suppé, compositeur et chef d'orchestre autrichien († 21 mai 1895).
- 30 avril : Auguste Dumon, militaire, financier et homme politique belge († 20 septembre 1892).
- 4 mai : Florian Miładowski, compositeur polonais († 8 juillet 1889).
- 5 mai : Stanislaw Moniuszko, compositeur et directeur de théâtre polonais († 4 juin 1872).
- 9 mai : Marie Octavie Sturel Paigné, peintre française († 13 janvier 1854).
- 18 mai : Julius Hopp, compositeur, chef d'orchestre, arrangeur et traducteur autrichien († 28 août 1885).
- 19 mai : Georges-Charles d'Amboise, auteur-compositeur et compositeur français († 8 juillet 1888).
- 22 mai : Louise de Merode-Westerloo, épouse du prince Charles III de Monaco (+ 1er mars 1868)
- 24 mai : Victoria, reine du Royaume-Uni († 22 janvier 1901).
- 31 mai : Walt Whitman, poète et humaniste américain († 26 mars 1892).
- 1er juin : Louis Clément Faller, peintre français († 27 février 1901).
- 3 juin : Johan Barthold Jongkind, peintre, aquarelliste et graveur néerlandais († 9 février 1891).
- 9 juin : Jean-Baptiste Fauvelet, peintre et lithographe français († 14 mars 1883).
- 10 juin : Gustave Courbet, peintre français († 31 décembre 1877).
- 15 juin : Alexandre Ségé, peintre de paysage et de genre français († octobre 1885).
- 18 juin : Sébastien Charles Giraud, peintre et dessinateur français († 30 septembre 1892).
- 20 juin :
  - Jacques Offenbach, compositeur français († 5 octobre 1880).
  - Charles Reed, homme politique britannique († 25 mars 1881).
- 28 juin : Henri Harpignies, peintre paysagiste, aquarelliste et graveur français († 28 août 1916).
- 2 juillet : Jean Baptiste Marie Fouque, peintre français († 11 avril 1880).
- 3 juillet : Louis Théodore Gouvy, compositeur français († 21 avril 1898).
- 11 juillet : Susan Warner, écrivaine américaine († 17 mars 1885).
- 25 juillet : Louis Deffès, compositeur français († 28 mai 1900).
- 11 août : Martin Johnson Heade, peintre américain († 4 septembre 1904).
- 13 août : George Gabriel Stokes, mathématicien et physicien irlandais († 1er février 1903).
- 19 août : Thomas Robertson, navigateur et peintre américain († 8 juillet 1873).
- 23 août : Jules Mercier, violoniste et chef d'orchestre français († 5 mars 1868).
- 4 septembre : Arthur von Ramberg, peintre autrichien († 5 février 1875).
- 6 septembre : Alexandre-Amédée Dupuy Delaroche, peintre français († 26 octobre 1887).
- 11 septembre : Narcisse Berchère, peintre et graveur français († 20 septembre 1891).
- 13 septembre : Clara Schumann, pianiste et compositrice allemande, épouse du musicien Robert Schumann († 20 mai 1896).
- 15 septembre : Christen Pedersen Aaberg, agriculteur et homme politique danois († 17 octobre 1897).
- 18 septembre : Jean Bernard Léon Foucault, physicien français († 11 février 1868).
- 20 septembre : Théodore Chassériau, peintre français († 8 octobre 1856).
- 22 septembre : Friedrich Krüger, homme politique et diplomate allemand († 17 janvier 1896).
- 24 septembre : Édouard Jean Conrad Hamman, peintre, graveur et illustrateur belge († 30 mars 1888).
- 28 septembre :
  - Aimé Millet, sculpteur, graveur médailleur et peintre français († 14 janvier 1891).
  - Narcís Monturiol i Estarriol, homme politique et savant espagnol († 6 septembre 1885).
- 9 octobre : Maria Arkadievna Vyazma, dame de compagnie russe († 23 octobre 1889).
- 20 octobre : Karol Mikuli, pianiste, compositeur, chef d'orchestre et enseignant polonais († 21 mai 1897).
- 30 octobre : Jules Rochard, médecin français, président de l'Académie nationale de médecine († 13 septembre 1896).
- 8 novembre : Victor Navlet, peintre français († 3 mars 1886).
- 9 novembre : Annibale De Gasparis, astronome et mathématicien italien († 21 mars 1892).
- 12 novembre : Monier Monier-Williams, linguiste anglais († 11 avril 1899).
- 19 novembre : Halldór Kristján Friðriksson, professeur et homme politique islandais († 23 mars 1902).
- 21 novembre : Félix Villé, peintre français († 22 septembre 1907).
- 24 novembre : Jean-Batiste Elysée Cormy, Maréchal des Logis du 1er régiment de chasseurs d'Afrique et Chevalier de la Légion d'honneur († 1er juillet 1871).
- 30 novembre : Amédée Jullien, peintre, graveur, historien, directeur de musée, notaire et maire français († 10 novembre 1887).
- 3 décembre : Victor Monmignaut, peintre français († 11 avril 1891).
- 12 décembre : Jules Lenepveu, peintre français († 16 octobre 1898).
- 22 décembre : Franz Abt, compositeur allemand († 31 mars 1885).
- 23 décembre : Johann Peter Cavallo, organiste, pianiste et compositeur d'origine allemande († 19 avril 1892).
- 27 décembre : Juan María Guelbenzu, pianiste et compositeur espagnol († 8 janvier 1886).
- 30 décembre : John White Geary, avocat américain, homme politique et général dans l'armée de l'Union pendant la guerre de Sécession († 8 février 1873).
- Date précise inconnue :
  - Giovanni Battista Garberini, peintre et sculpteur italien († 1896).
  - Pétros Mavromichális, militaire et homme politique grec († 1852).

## Décès en 1819
- 8 janvier : Valentin Vodnik, poète slovène (1758-1819).
- 11 janvier : José Juan Camarón y Meliá, peintre et graveur espagnol (° 26 décembre 1760).
- 4 février : George Henry Harlow, peintre britannique (° 10 juin 1787).
- 16 février : Pierre-Henri de Valenciennes, peintre français (° 6 décembre 1750).
- 14 mars : Charles Philibert Gabriel Le Clerc de Juigné, militaire et parlementaire français des XVIIIe et XIXe siècles (° 30 septembre 1762)
- 16 avril : Jean-Baptiste L'Olivier, homme de guerre et général (° 19 novembre 1749).
- 25 mai : Amable Louis Claude Pagnest, peintre français (° 9 juin 1790).
- 5 juin :
  - Bodawpaya, ou "Bodawphaya", roi de Birmanie de 1782 à 1819 (° 11 mars 1745).
  - James Campbell, militaire et homme politique britannique (° 25 mai 1763).
- 6 juillet : Sophie Blanchard, aérostier française (° 24 mars 1778).
- 18 juillet : Barthélemy Faujas de Saint-Fond, géologue et volcanologue français (° 17 mai 1741).
- 20 juillet : John Playfair, mathématicien britannique (° 10 mars 1748).
- 6 octobre : Charles-Emmanuel IV de Sardaigne, Roi de Sardaigne, Prince de Piémont et Duc de Savoie de 1796 à 1802 (° 24 mai 1751).
- 20 octobre : Jean-Baptiste Coste, peintre français (° 17 mars 1746).
- 29 octobre : François Guillaume Ducray-Duminil, écrivain français auteur de romans d’aventures populaires (° 1761).
- 9 décembre : Pierre Noël Violet, peintre et graveur français (° 25 décembre 1749).
- Date précise inconnue :
  - Jean-Jérôme Baugean, peintre, dessinateur et graveur français (° 18 juin 1764).
  - Paolo Borroni, peintre italien (° 1749).
  - Santo Cattaneo, peintre italien (° 1739).
  - Claude Boniface Collignon, avocat français qui a contribué à des réformes scientifiques et sociales lors de la Révolution française (° inconnue).
- Après 1819 :
- Henri-Nicolas Van Gorp, peintre et aquarelliste français (° vers 1756).